# Cameron van der Burgh
Cameron van der Burgh, né le 25 mai 1988 à Pretoria, est un nageur sud-africain spécialiste des épreuves de sprint en brasse. Champion olympique en 2012 et champion du monde en 2009 et 2013 sur 50 m et 100 m, il est l'actuel détenteur des records du monde sur 50 m et 100 m brasse en petit bassin.

## Biographie
Jusqu'en 2005, Cameron van der Burgh s'illustre dans les championnats nationaux réservés aux juniors. Lors des championnats d'Afrique du Sud seniors 2005, il remporte une première récompense en terminant troisième du 50 m brasse. Il est par ailleurs finaliste des 100 m brasse et 100 m papillon. L'année suivante, il est sélectionné pour la première fois en équipe nationale à l'occasion des Championnats pan-pacifiques 2006. Il représente de nouveau l'Afrique du Sud lors des Championnats du monde 2007. Van der Burgh y remporte une première récompense internationale en obtenant la médaille de bronze lors du 50 m brasse (il est alors devancé par l'Ukrainien Oleg Lisogor et l'Américain Brendan Hansen). Il manque de remporter une seconde médaille avec le relais 4 × 100 m quatre nages qui termine au pied du podium le dernier jour des championnats.
L'année suivante, Cameron van der Burgh affirme sa domination au niveau national lors des Championnats d'Afrique du Sud sélectifs pour les Jeux olympiques d'été de 2008. Vainqueur du 100 m grâce à un nouveau record national (1 min 01 s 04), il obtient sa qualification pour le rendez-vous de Pékin. Sur 200 m brasse, malgré un nouveau record personnel en 2 min 14 s 40, le nageur est devancé par ses deux compatriotes William Diering et Neil Versfeld et n'obtient donc pas la qualification olympique dans une seconde épreuve.
Quelques jours plus tard, Cameron van der Burgh s'illustre lors des Championnats du monde en petit bassin organisés à Manchester en décrochant deux récompenses. La première est en argent sur 100 m brasse ; la seconde est en bronze sur 50 m brasse.
Aux Jeux olympiques d'été de 2008, le Sud-Africain dispute donc deux épreuves : le 100 m brasse et le relais 4×100 m quatre nages. Dès les séries éliminatoires du 100 m brasse, Cameron van der Burgh enlève plus d'une seconde à son record personnel. Plus encore, en 59 s 96, il devient le huitième nageur de l'histoire à nager sous la minute sur cette épreuve, une première pour un nageur africain. Auteur du cinquième temps global, le Sud-Africain peut légitiment espérer se qualifier pour la finale. Il ne réalise cependant que la dixième performance lors des demi-finales en 1 min 00 s 57 alors que les seuls huit premiers sont qualifiés pour la finale. Le dernier jour des compétitions de natation, il est aligné au sein du relais sud-africain 4×100 m quatre nages pour effectuer le parcours de brasse. S'il réalise le quatrième temps lors de ce dernier, le quatuor sud-africain, composé par ailleurs de Gerhard Zandberg pour le dos, de Lyndon Ferns pour le papillon et de Darian Townsend pour la nage libre, ne termine que septième malgré un nouveau record continental (3 min 33 s 70).
Fin 2008, Cameron van der Burgh se distingue à l'occasion de la Coupe du monde en petit bassin en battant les deux premiers records du monde de sa carrière. En effet, lors de la cinquième étape disputée à Moscou, il s'approprie les records du monde du 50 m brasse (26 s 08) et du 100 m brasse (56 s 88). Sur cette dernière épreuve, il enlève près de 6 dixièmes de seconde à la précédente référence établie par l'Américain Ed Moses en 2002 (57 s 47). Un troisième record du monde établi quelques jours plus tard sur 50 m brasse à Stockholm (25 s 94) ainsi que dix victoires lors des différentes étapes de la Coupe du monde permettent au Sud-Africain de remporter le classement général final de l'épreuve.
Il devient champion olympique du 100 m brasse le 29 juillet 2012 à Londres et nouveau détenteur du record du monde en 58 s 46. Ce record est cependant sujet à caution le nageur ayant admis avoir triché pendant la course en faisant un mouvement non permis par le règlement. L'année suivante, il arrive deuxième du 100 m brasse derrière l'Australien Christian Sprenger lors des Championnats du monde à Barcelone.

## Palmarès

### Jeux olympiques
- Jeux olympiques de 2012 à Londres :
  -  Médaille d'or du 100 m brasse (58 s 46).
- Jeux olympiques de 2016 à Rio de Janeiro :
  -  Médaille d'argent du 100 m brasse (58 s 69).

### Championnats du monde
Grand bassin
- Championnats du monde 2007 à Melbourne ( Australie) :
  -  Médaille de bronze du 50 m brasse (27 s 88).
- Championnats du monde 2009 à Rome ( Italie) :
  -  Médaille d'or du 50 m brasse
  -  Médaille de bronze du 100 m brasse
- Championnats du monde 2011 à Shanghai ( Chine) :
  -  Médaille de bronze du 100 m brasse
  -  Médaille de bronze du 50 m brasse
- Championnats du monde 2013 à Barcelone ( Espagne) :
  -  Médaille d'or du 50 m brasse
  -  Médaille d'argent du 100 m brasse
- Championnats du monde 2015 à Kazan ( Russie) :
  -  Médaille d'argent du 50 m brasse
  -  Médaille d'argent du 100 m brasse
- Championnats du monde 2017 à Budapest ( Hongrie) :
  -  Médaille de bronze du 50 m brasse

Petit bassin
- Championnats du monde 2008 à Manchester ( Royaume-Uni) :
  -  Médaille d'argent du 100 m brasse (57 s 92).
  -  Médaille de bronze du 50 m brasse (26 s 67).
- Championnats du monde 2010 à Dubaï ( Émirats arabes unis) :
  -  Médaille d'or du 100 m brasse (56 s 80).
  -  Médaille d'argent du 50 m brasse (26 s 03).
- Championnats du monde 2014 à Doha ( Qatar) :
  -  Médaille d'argent du 50 m brasse (25 s 87).
- Championnats du monde 2016 à Windsor ( Canada) :
  -  Médaille d'or du 50 m brasse (25 s 64).
- Championnats du monde 2018 à Hangzhou ( Chine) :
  -  Médaille d'or du 50 m brasse (25 s 41).
  -  Médaille d'or du 100 m brasse (56 s 01).

### Divers
- Coupe du monde en petit bassin :
  - Classement général final de l'édition 2008.

## Records

### Records personnels
Ces tableaux détaillent les records personnels de Cameron van der Burgh en grand et petit bassin au 29 juillet 2012. L'indication RM signifie que le record personnel du Sud-Africain constitue l'actuel record du monde de l'épreuve en question.
| Épreuve      | Temps         | Compétition                        | Lieu                   | Date       |
| 50 m brasse  | 26 s 67       | Championnats du monde 2009         | Rome, Italie           | 29/07/2009 |
| 100 m brasse | 58 s 46 – RM  | Jeux olympiques 2012               | Londres, Royaume-Uni   | 29/07/2012 |
| 200 m brasse | 2 min 14 s 40 | Championnats d'Afrique du Sud 2008 | Durban, Afrique du Sud | 04/04/2008 |

| Épreuve      | Temps         | Compétition                     | Lieu                   | Date       |
| 50 m brasse  | 25 s 25 – RM  | Coupe du monde de natation 2009 | Berlin, Allemagne      | 14/11/2009 |
| 100 m brasse | 55 s 61 – RM  | Coupe du monde de natation 2009 | Berlin, Allemagne      | 15/11/2009 |
| 200 m brasse | 2 min 11 s 37 | Coupe du monde 2007             | Durban, Afrique du Sud | 19/10/2007 |

### Records du monde battus
Ce tableau détaille les douze records du monde battus par Cameron van der Burgh durant sa carrière ; huit l'ont été en petit bassin, quatre en grand bassin.
| Épreuve                      | Temps   | Compétition                                       | Lieu                             | Date       |
| 50 m brasse en petit bassin  | 26 s 08 | Coupe du monde 2008                               | Moscou, Russie                   | 08/11/2008 |
| 50 m brasse en petit bassin  | 25 s 94 | Coupe du monde 2008                               | Stockholm, Suède                 | 11/11/2008 |
| 50 m brasse en petit bassin  | 25 s 43 | Championnats d'Afrique du Sud 2009                | Pietermaritzburg, Afrique du Sud | 08/08/2009 |
| 50 m brasse en petit bassin  | 25 s 25 | Coupe du monde 2009                               | Berlin, Allemagne                | 14/11/2009 |
| 50 m brasse en grand bassin  | 27 s 06 | Championnats d'Afrique du Sud 2009 (demi-finales) | Durban, Afrique du Sud           | 18/04/2009 |
| 50 m brasse en grand bassin  | 26 s 74 | Championnats du monde 2009 (demi-finales)         | Rome, Italie                     | 28/07/2009 |
| 50 m brasse en grand bassin  | 26 s 67 | Championnats du monde 2009                        | Rome, Italie                     | 29/07/2009 |
| 100 m brasse en petit bassin | 56 s 88 | Coupe du monde 2008                               | Moscou, Russie                   | 09/11/2008 |
| 100 m brasse en petit bassin | 56 s 39 | Championnats d'Afrique du Sud 2009 (demi-finales) | Pietermaritzburg, Afrique du Sud | 08/08/2009 |
| 100 m brasse en petit bassin | 55 s 99 | Championnats d'Afrique du Sud 2009 (finale)       | Pietermaritzburg, Afrique du Sud | 09/08/2009 |
| 100 m brasse en petit bassin | 55 s 61 | Coupe du monde 2009                               | Berlin, Allemagne                | 15/11/2009 |